# Wetmore Glacier
Wetmore Glacier är en glaciär i Antarktis. Den ligger i Västantarktis. Argentina, Chile och Storbritannien gör anspråk på området. Wetmore Glacier ligger 455 meter över havet.
Terrängen runt Wetmore Glacier är huvudsakligen kuperad, men söderut är den bergig. Trakten är obefolkad. Det finns inga samhällen i närheten.